# 政府开发援助 (日本)

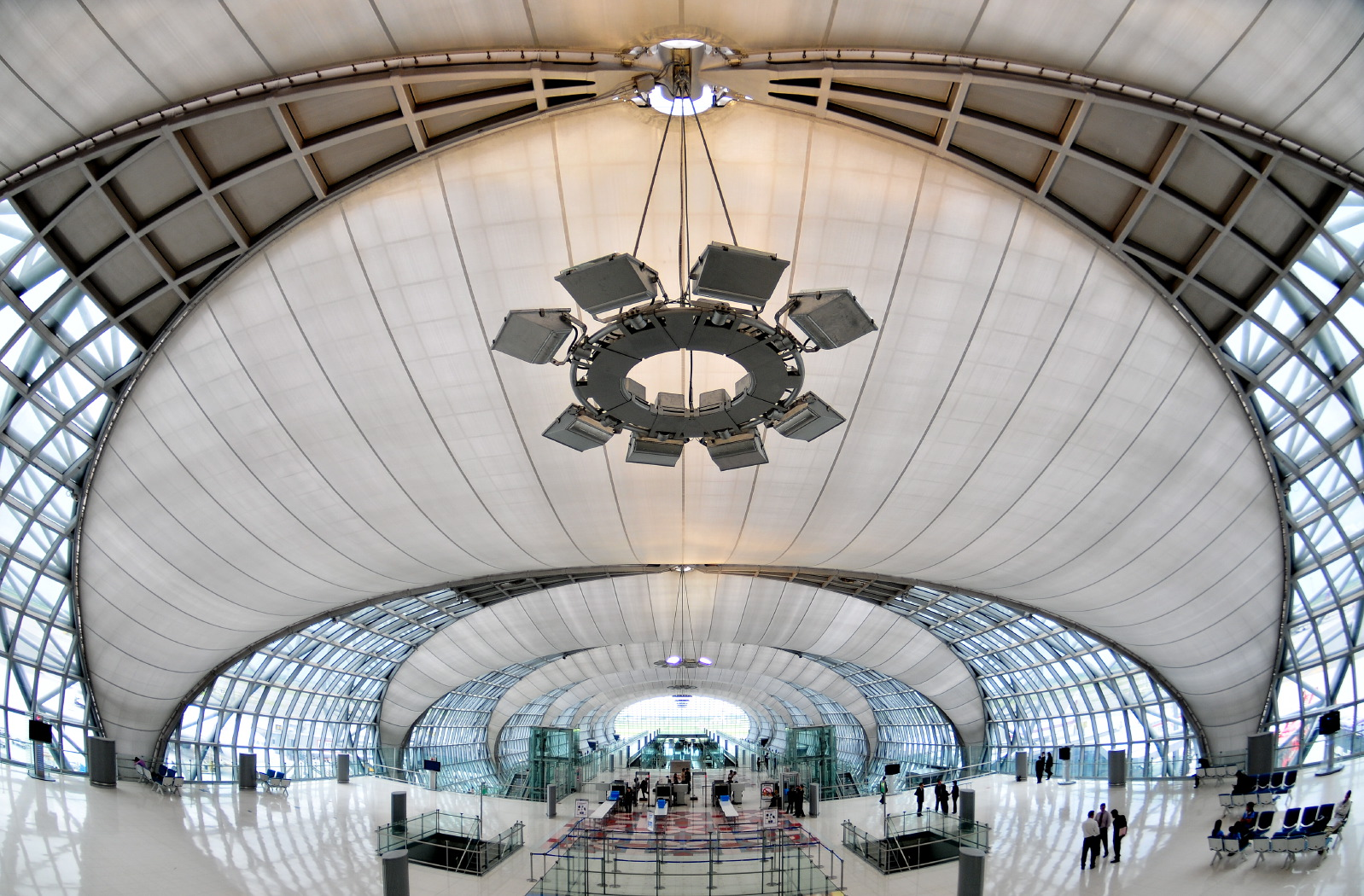
使用ODA贷款建设的泰国素万那普机场

政府開發援助，是日本国政府对某些发展中国家的開發援助。

## 多國援助
日本對世界糧食計劃署（WFP）、聯合國開發計劃署（UNDP）、聯合國兒童基金會（UNICEF）、世界銀行（IBRD）、亞洲開發銀行（ADB）等國際組織提供資金，進行多國間援助。